# Municipio de Fremont (condado de Bremer)
El municipio de Fremont (en inglés: Fremont Township) es un municipio ubicado en el condado de Bremer en el estado estadounidense de Iowa. En el año 2010 tenía una población de 1709 habitantes y una densidad poblacional de 17,89 personas por km².

## Geografía
El municipio de Fremont se encuentra ubicado en las coordenadas 42°46′50″N 92°16′5″O / 42.78056, -92.26806. Según la Oficina del Censo de los Estados Unidos, el municipio tiene una superficie total de 95.52 km², de la cual 94,55 km² corresponden a tierra firme y (1,01 %) 0,96 km² es agua.

## Demografía
Según el censo de 2010, había 1709 personas residiendo en el municipio de Fremont. La densidad de población era de 17,89 hab./km². De los 1709 habitantes, el municipio de Fremont estaba compuesto por el 98,48 % blancos, el 0,12 % eran afroamericanos, el 0,29 % eran asiáticos, el 0,47 % eran de otras razas y el 0,64 % eran de una mezcla de razas. Del total de la población el 1,29 % eran hispanos o latinos de cualquier raza.